# 99928 Brainard
99928 Brainard este un asteroid din centura principală de asteroizi.

## Descriere
99928 Brainard este un asteroid din centura principală de asteroizi. A fost descoperit pe 4 martie 2000 în cadrul proiectului CSS. Asteroidul prezintă o orbită caracterizată de o semiaxă mare de 3,11 ua, o excentricitate de 0,14 și o înclinație de 4,0° în raport cu ecliptica.